# Museum Tōkamachi
Museum Tōkamachi (jap. 十日町市博物館, Tōkamachi-shi Hakubutsukan, engl. Tōkamachi City Museum) ist ein historisch-archäologisches Museum in der japanischen Präfektur Niigata. Das Museum wurde 1979 eröffnet und wird gegenwärtig von Yoshitaka Sano geleitet.

## Überblick
Als Vorläufer des Museums wurde 1976 zunächst ein Lager für Kulturgüter eingerichtet. Drei Jahre später erfolgte die Eröffnung des Museums. 1986 kamen eine museumseigene Gartenanlage, 1988 eine weitere Außenanlage mit Siedlungsresten von Grabungsstätten hinzu. Zuletzt erhielt das Museum 1990 einen Ausstellungsraum für archäologische Materialien. Das Museum besitzt eine Geschossfläche von 3808 m², die Größe der Gartenanlage beträgt 3010 m², die der Außenanlage 3008 m².
Das Museum besitzt im Wesentlichen zwei Sammel- und Ausstellungsschwerpunkte. Zum einen beherbergt es die Fundstücke der nahegelegenen Ausgrabungsstätte Sasayama, zum anderen befasst es sich thematisch mit regionalen Besonderheiten, wie Webwaren, dem Schnee und dem Fluss Shinano. Unter den 928 Fundstücken aus Sasayama befinden sich auch 57 als Nationalschatz deklarierte Flammenstil-Keramiken aus der mittleren Jōmon-Zeit (ca. 5300 v. Chr.).
Zudem hat das Museum Szenen aus dem Leben in einem Dorf der Jōmon-Zeit nachgebildet, die einen typischen Tagesablauf im Herbst und eine Erdlochbehausung zeigen. Ein weiterer Ausstellungsraum zeigt die Produktion von Rohstoffen und deren Verarbeitung zu Webwaren in der einstigen Provinz Echigo, darunter auch die Fertigung von Stoffen mit eingewebten Silberfäden und die Seidenproduktion. Daneben finden sich historische Gegenstände und Repliken, wie Schneeschuhe etc., die den Schnee als Eigentümlichkeit der Region thematisieren. Im letzten Ausstellungsraum befinden sich Modelle, Abbildungen und Informationen zur mittelalterlichen Burg Ōida (大井田城).
Im Außenbereich findet man Überreste ausgegrabener Siedlungen aus der Nara- und Jōmon-Zeit.